# Sobremunt
Sobremunt település Spanyolországban, Barcelona tartományban. Lakosainak száma 101 fő (2024).

## Földrajza
Sobremunt Sant Boi de Lluçanès, Orís, Les Masies de Voltregà, Santa Cecília de Voltregà, Sant Bartomeu del Grau és Olost községekkel határos.

## Népesség
A település lakosságának változását az alábbi diagram mutatja:
| Lakosok száma | 140  | 209  | 231  | 179  | 77   | 87   | 98   | 83   | 79   | 101  |
|               | 1717 | 1887 | 1936 | 1960 | 1986 | 2004 | 2009 | 2014 | 2019 | 2024 |